# Ostraconofobia
L'ostraconofobia è la paura dei frutti di mare, specificatamente dei crostacei e dei molluschi.

## Cause della fobia
È una forma di zoofobia piuttosto comune. Alcune persone hanno una profonda paura dell'avvelenamento da cibo, altre di rompere le restrizioni dietetiche religiose.
In alcuni casi, la paura è della consistenza o del gusto.
Le persone che sono allergiche ai crostacei spesso mostrano forti paure quando si trovano di fronte a cibi che possono contenere molluschi, ma poiché queste paure sono legate a una condizione fisica, non sono considerate fobie. Tuttavia, alcune persone hanno paura di sviluppare una reazione allergica ai molluschi, anche se non hanno mai avuto in precedenza questa allergia.

## Avvelenamento del cibo
L'avvelenamento è una minaccia reale, sebbene relativamente rara. Secondo il National Institutes of Health (NIH), esistono tre tipi principali di avvelenamento da molluschi: paralitico, neurotossico e amnestico. Sebbene la prognosi sia generalmente buona, tutti e tre i tipi possono causare gravi malattie. Le tossine sono termostabili, quindi la cottura non elimina la minaccia.

## Persone legate all'ostraconofobia
Il pilota della NASCAR Denny Hamlin ha questa fobia. Il 16 luglio 2017, dopo aver vinto la gara della 301 Monster Energy NASCAR Cup Series di Overton al New Hampshire Motor Speedway, gli è stata data un'aragosta di 44 libbre dal capo dell'equipaggio Mike Wheeler (un trofeo che tradizionalmente viene assegnato ai vincitori in pista), e Hamlin tentò di balzare via. "Ho una fobia per l'aragosta. Non so perché. Semplicemente non mi piacciono", ha dichiarato Hamlin. "Non posso cenare se qualcuno accanto a me sta mangiando un'aragosta. Non posso guardarla. Quindi per quanto mi riguarda, devono rimetterla in acqua e lasciarla vivere".